# Place Ducale (Charleville-Mézières)

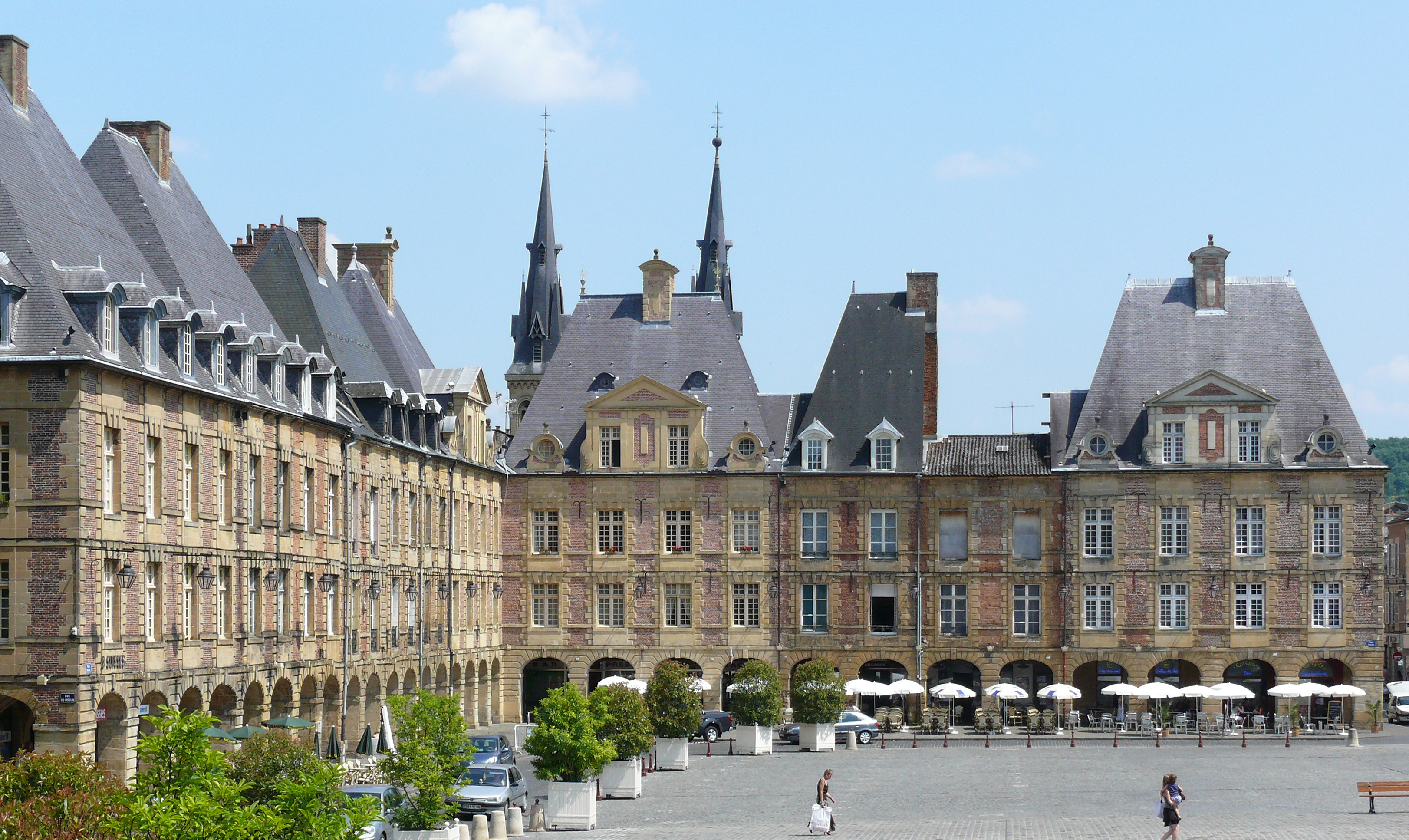
Place Ducale in Charleville

Die Place Ducale ist der zentrale Platz der in den Jahren nach 1606 neugegründeten und mit sternförmigen Bastionen befestigten Stadt Charleville am Ufer der Maas. In den Jahren 1612–1628 in der Mitte der Neustadt vom Architekten Clément Métezeau erbaut, ist der Platz sowohl über die jeweiligen Auftraggeber als auch über die Architekten eng mit seinem Gegenstück, der Place des Vosges in Paris, verbunden. 

## Auftraggeber
Charles de Gonzague, Herzog von Nevers und Rethel und Gouverneur der Champagne, war gleichzeitig Neffe Heinrichs IV. und einer der reichsten und bedeutendsten Männer Europas. Von Kaiser Ferdinand II. wurde er – im Zusammenhang mit dem Frieden von Cherasco – im Jahre 1631 mit Mantua und Montferrat belehnt. Er beauftragte im Jahr 1606 den Architekten Clément Métezeau mit der Planung und dem Bau der Stadt und der Platzanlage.

## Architektur
Die Place Ducale bildet ein Rechteck von etwa 127 × 90 Metern. Die Mitte jeder Seite ist für Straßen geöffnet. Der Platz ist von 27 Gebäuden (französisch pavillons) umstellt, die weitgehend einheitlichen sind. Die Gebäude sind allesamt in einer Mischung von Ziegelsteinen und Hausteinen (französisch briques et pierres) erbaut. Der jeweils vordere Teil des Erdgeschosses wird von Arkaden gebildet. Dahinter befanden sich Geschäfte aller Art. Heute sind es meist Cafés und Restaurants. Jedes der dreigeschossigen Häuser hat einen steilen Dachaufbau. Der untere Teil der Dächer wird von Lukarnen-Fenstern belichtet und wurde zu Wohnzwecken genutzt. Im oberen Teil der Dächer war die Dienerschaft in kleinen, lichtlosen und nur durch Kerzen zu beleuchtenden Kammern untergebracht. Manche der Häuser haben an der Stelle von vier kleinen Lukarnen ein größeres Zwerchhaus in der Mitte und zwei kleine Lukarnen an den Seiten – eine Gestaltung, die der optischen Auflockerung der Gesamtanlage dient.

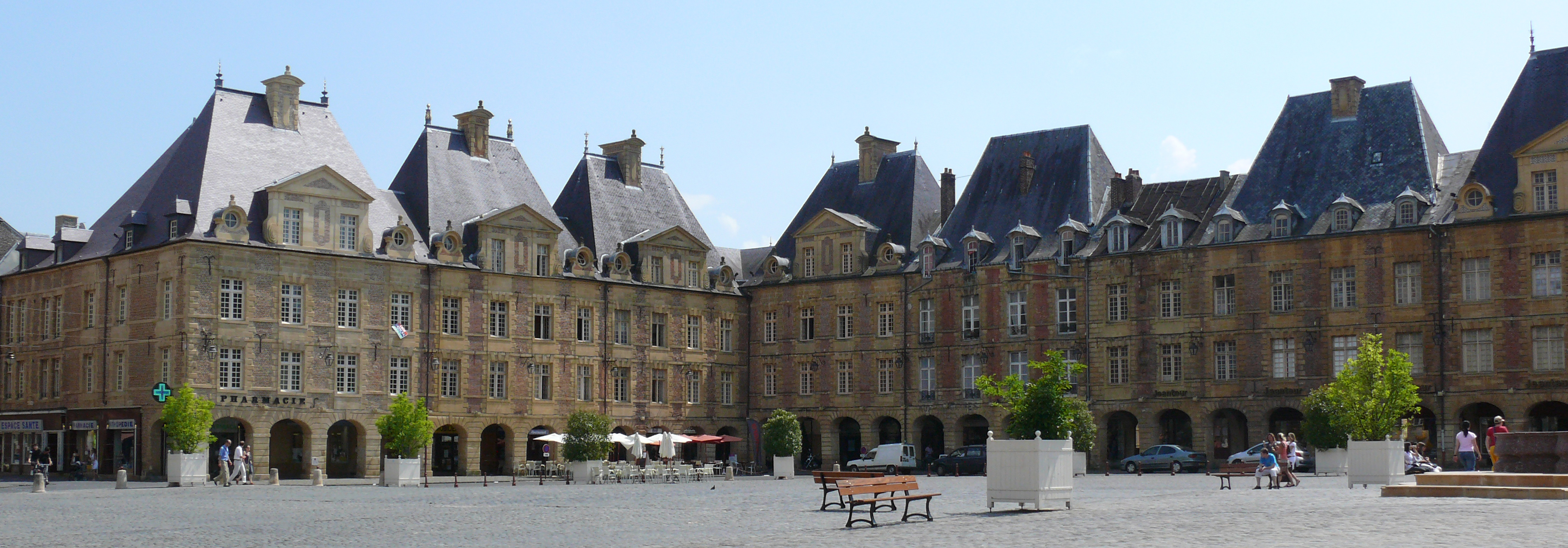
Place Ducale

An der Westseite sollte der herzogliche Palast errichtet werde, der jedoch nur zum Teil fertiggestellt wurde. An seiner Stelle wurde im Jahr 1843 das – im neobarocken Stil und ohne die Verwendung von Ziegelsteinen als gestaltendes Element errichtete – Rathaus mitsamt seinem Turm eingefügt.
Die große Platzfläche ist seit einigen Jahren wieder gepflastert. In ihrer Mitte befand sich ursprünglich ein Brunnen, der im Jahre 1899 – nach dem Anschluss aller Häuser an die öffentliche Wasserversorgung – durch ein Standbild Charles de Gonzagues ersetzt wurde. Letzteres wurde jedoch im Rahmen der Neupflasterung (1999) wieder entfernt und durch eine Kopie des ursprünglichen Brunnens ersetzt.

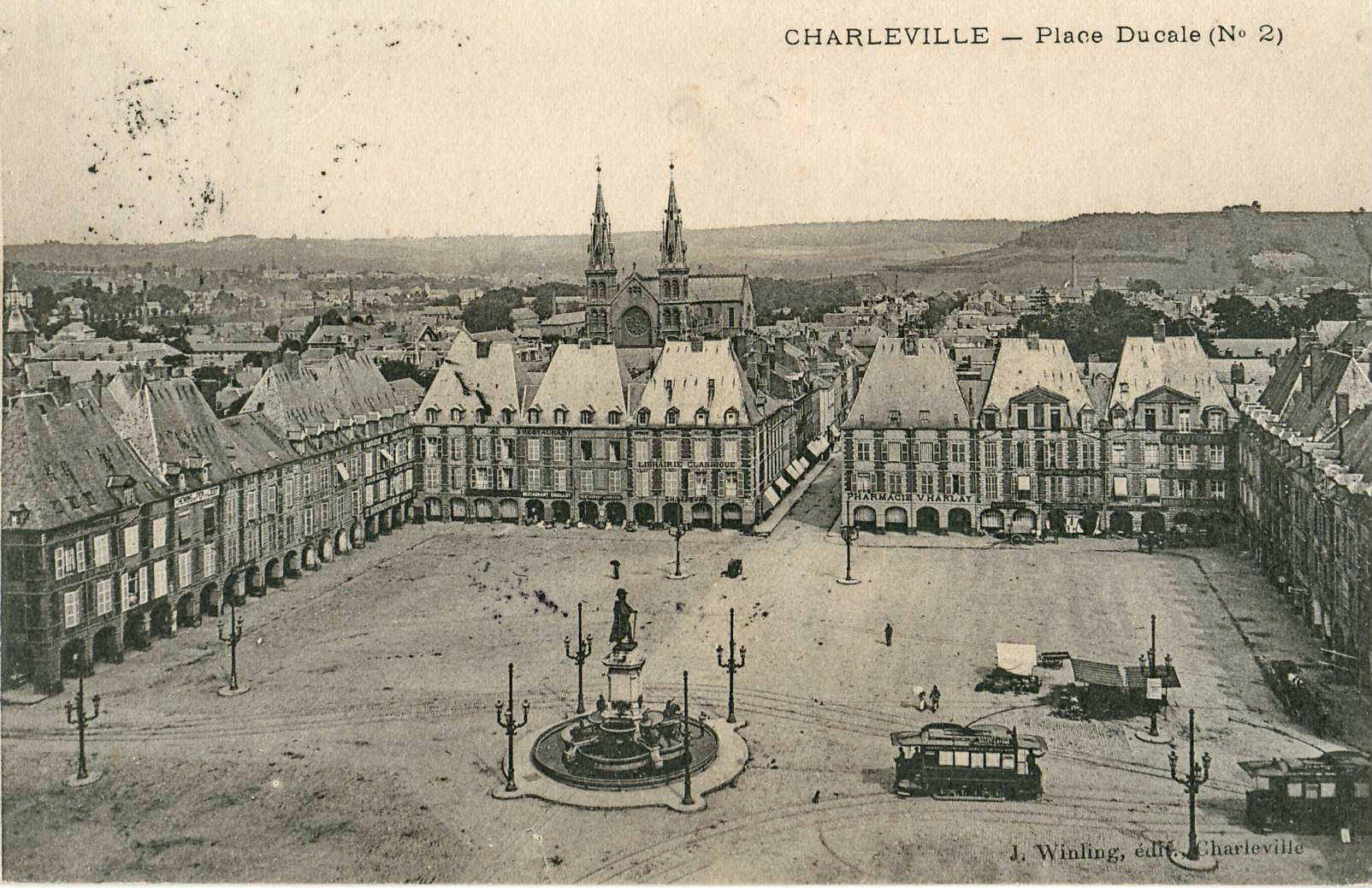
Historisches Foto (um 1905)
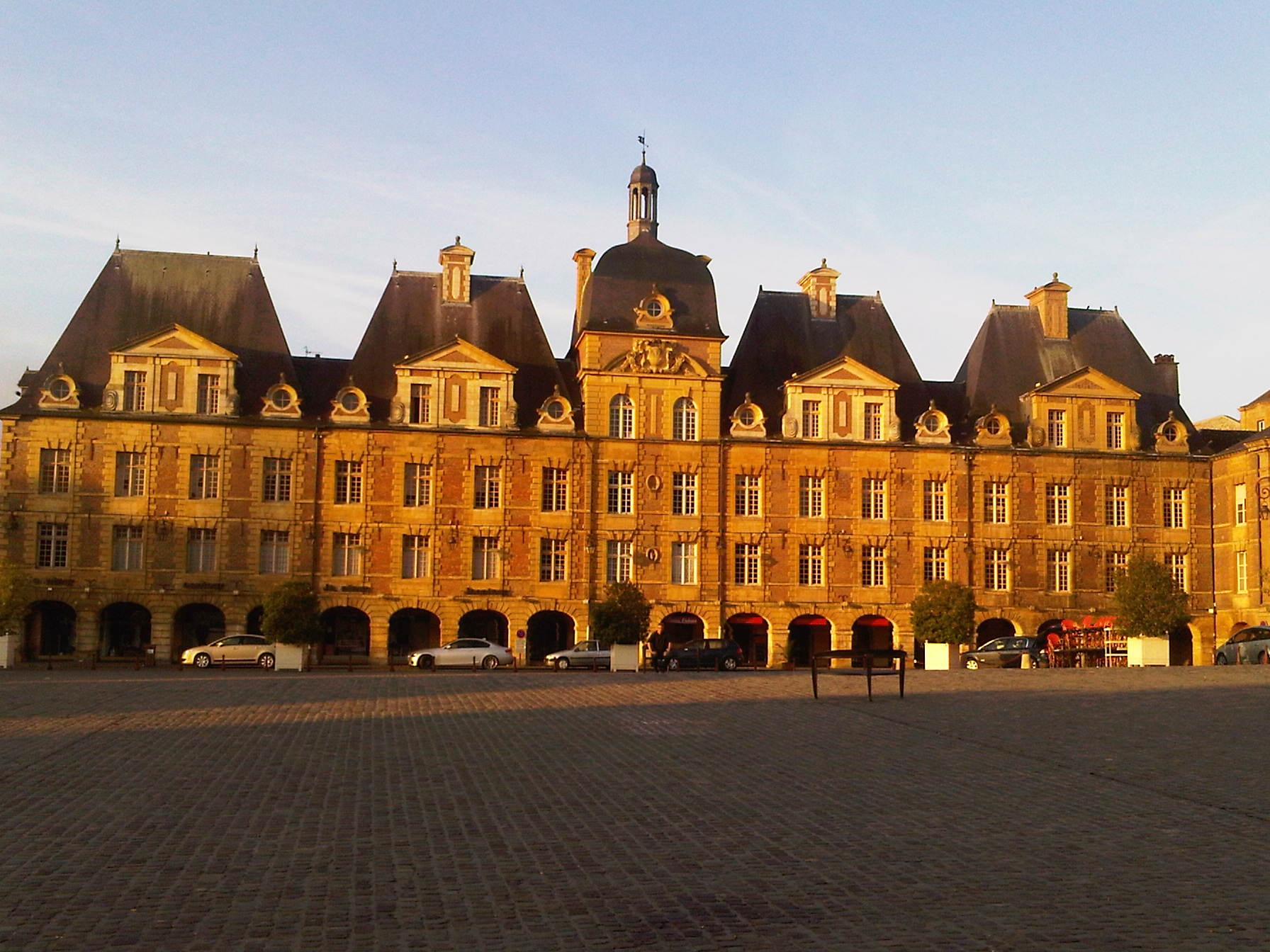
Südwestseite
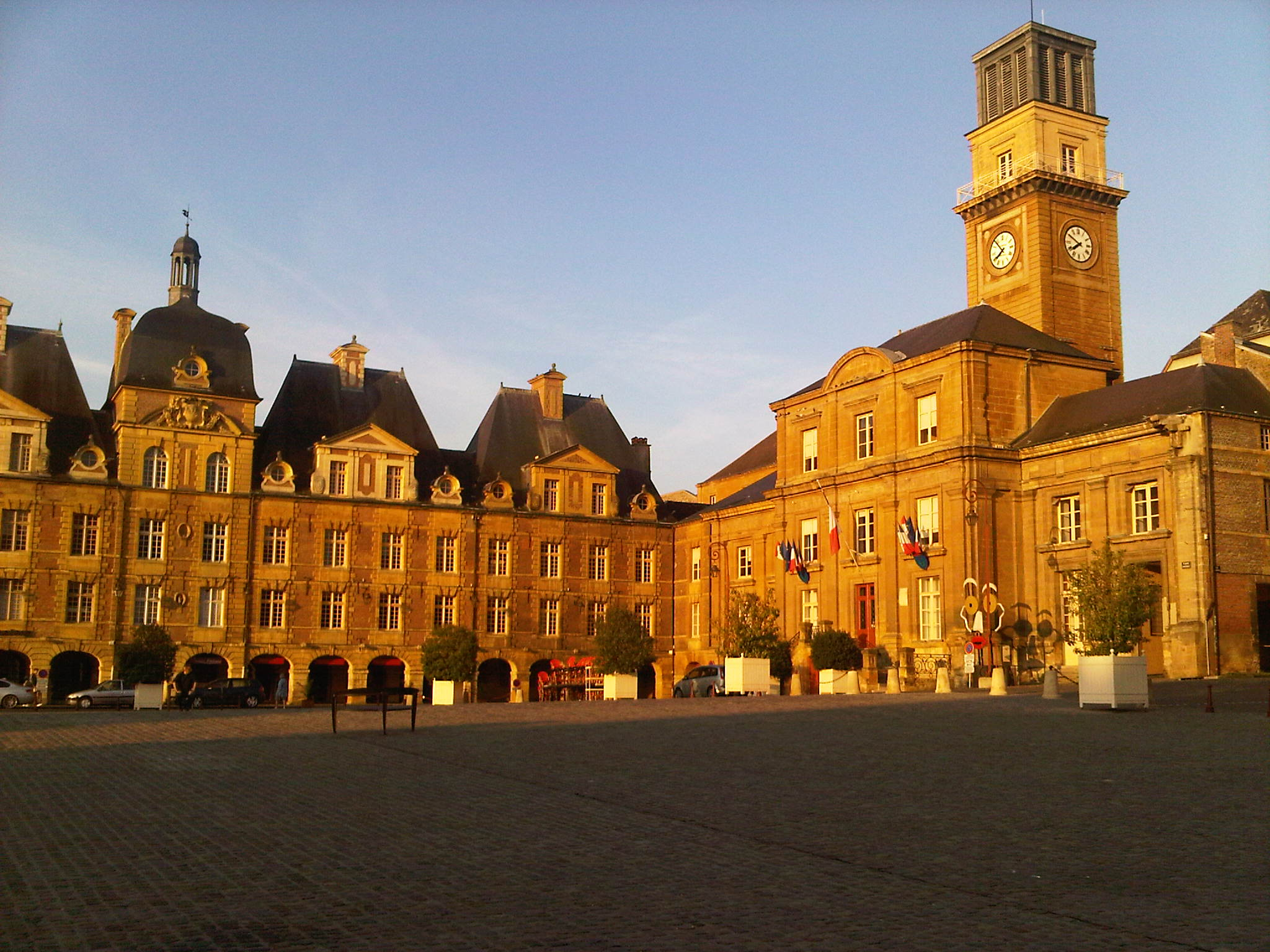
Südwestecke mit Rathaus
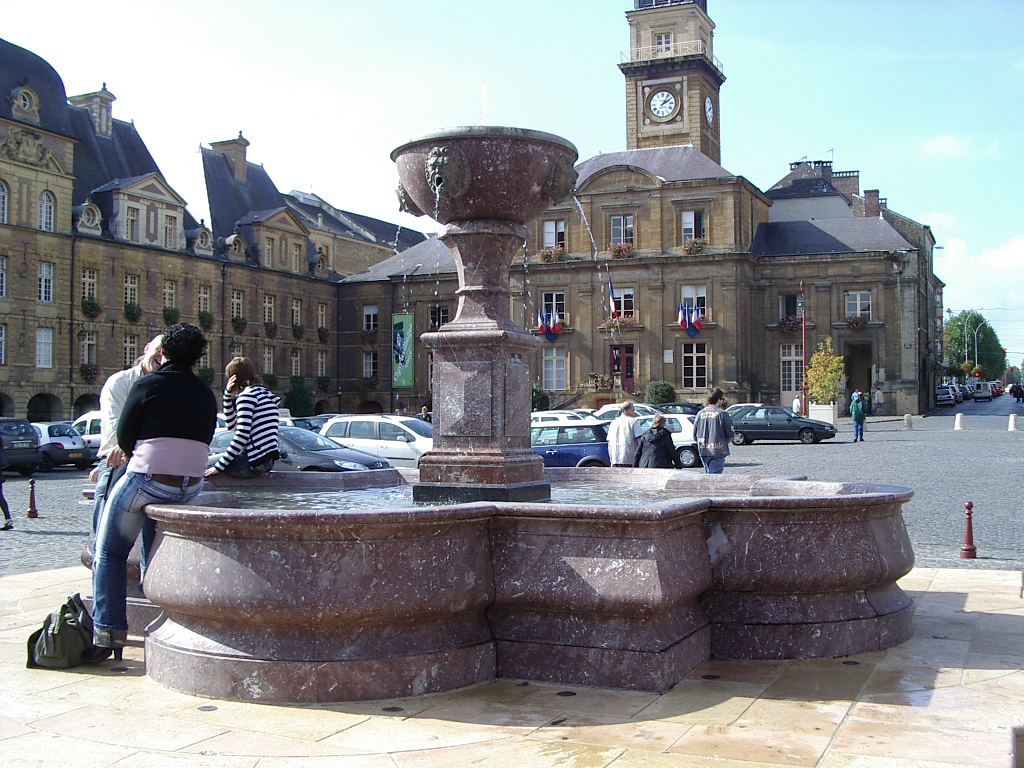
Brunnen
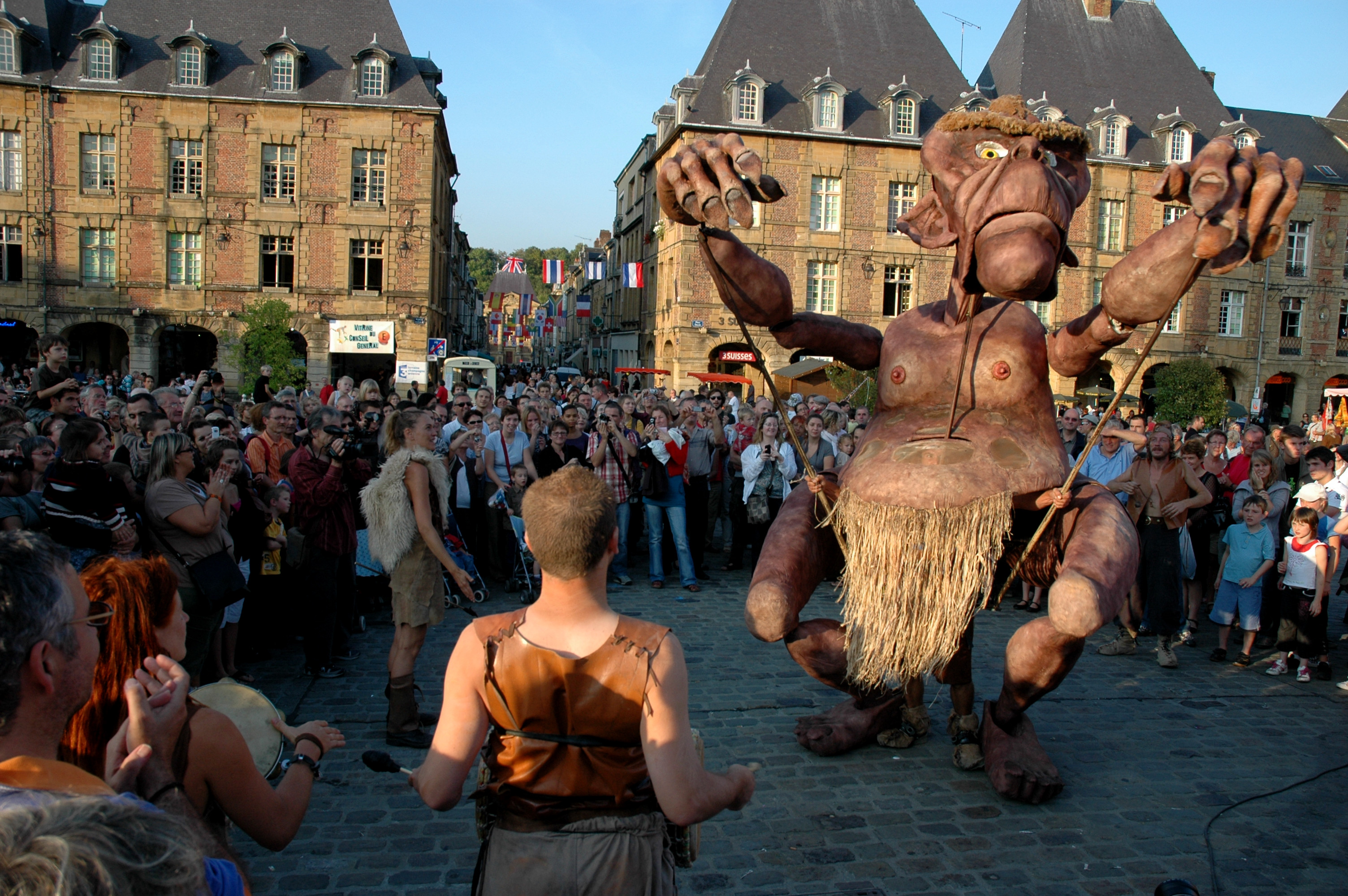
Weltfestspiele der Marionettentheater

## Sonstiges
Die Place Ducale von Charleville ähnelt ihrem architektonischen Gegenstück, der Place des Vosges in Paris, sehr. Unterschiede finden sich jedoch vor allem in der Größe und in der Form der beiden Plätze (127 × 90 Meter zu 140 × 140 Meter); die ehemalige Place Royale in Paris ist mithin größer und in ihrer quadratischen Gestaltung einheitlicher. Gleichzeitig war sie nach außen geschlossener und durch ihre Begrünung exklusiver als die gepflasterte Anlage der Place Ducale. Die jeweils mitverantwortlichen Architekten Louis Métezeau (1560–1615) und Clément Métezeau (1581–1652) waren Brüder; der ältere erbaute die Place Royale.